# Comics Bulletin
Comics Bulletin — вебсайт, посвящённый индустрии американских комиксов.

## История
Сайт был открыт в январе 2000 года под названием Silver Bullet Comics новозеландским издателем и редактором Джейсоном Брайсом. В январе 2008 года сменил название на Comics Bulletin, чтобы избежать путаницы с продавцом комиксов, который был с таким же названием.

## Награды и номинации
- 2004 — номинация на Eagle Awards в категории «Favourite Comics-Related Website»[3].
- 2005 — победа на Eagle Awards в категории «Favourite Comics-Related Website»[4].
- 2006 — номинация на Eagle Awards в категории «Favourite Comics-Related Website»[5].
- 2006 — номинация на Gibson Comic Awards в категории «Favourite Web Related Material»[6].